# Дорион (Греция)
Дорион (др.-греч. Δώριον) — бывший город в древней Мессении, исчезнувший уже в античную эпоху.
Дорион упоминается в Каталоге кораблей в Илиаде Гомера как место, где бард Фамирис был поражен слепотой, потому что он хвастался, что может превзойти муз в пении. Страбон говорит, что одни люди считали Дорион горой, а другие — равниной; но в его времена место уже было заброшено и забыто, хотя некоторые его современники отождествляли Дорион с местностью Олурис (Ὄλουρις) или Олура (Ὄλουρα) в долине Авлон в Мессении. Павсаний, однако, локализует развалины Дориона на дороге из Андании в Кипарисию. Покинув Анданию, он сначала приехал в Полихне; и, переправившись через реки Электру и Кой, он достиг источника Ахайи и руин Дориона.
Предполагаемое место (археологический участок) находится недалеко от современного населённого пункта Мальти.